# Desirée Monsiváis
Mónica Desirée Monsiváis Salayandia (* 19. Januar 1988 in Gómez Palacio, Durango), allgemein bekannt unter ihrem verkürzten Namen Desirée Monsiváis, ist eine mexikanische Fußballspielerin, die im Angriff agiert.

## Leben
Desirée Monsiváis begann ihre Laufbahn als Erwachsenenspielerin 2014 in der kanadischen Frauenfußballmannschaft der Toronto Lady Lynx und wechselte 2015 zum kasachischen BIIK Kazygurt.
Nach Gründung der Liga MX Femenil, die erstmals in der Apertura 2017 ausgetragen wurde, wechselte sie in ihr Heimatland, wo sie von Mitte 2017 bis Mitte 2022 bei den Rayadas de Monterrey unter Vertrag stand. In diesen 5 Jahren erzielte Monsiváis für die Rayadas in 170 Punktspielen insgesamt 119 Treffer. Für das zweite Halbjahr 2022 wechselte sie zum schottischen Frauenfußballverein Glasgow City FC und kehrte Anfang 2023 zu den Rayadas zurück.
Außerdem ist Monsiváis mexikanische Nationalspielerin und war die erste Spielerin, die in der Liga MX Femenil die 100-Tore-Marke geknackt hat.

## Trivia
Alan Reyes widmete der Ausnahmespielerin ein Lied, zu dem es auch einen Videoclip mit einigen ihrer sehenswertesten Szenen gibt.

## Erfolge

### Verein
- Mexikanischer Meister: Apertura 2019, Apertura 2021

### Persönlich
- Torschützenkönigin der Liga MX Femenil: Apertura 2018, Apertura 2019